# Gallate d'octyle
« E311 » redirige ici. Pour les autres significations, voir E311 (homonymie).
Le gallate d'octyle est un antioxydant de synthèse utilisé dans les produits cosmétiques et pharmaceutiques et dans certains produits alimentaires. Il est également connu sous le nom de E-311. Sa formule chimique est C6H2(OH)3COOC8H17. C'est l'ester de l'acide gallique et de l'octanol.

## Risques
Les risques liés à la consommation de cet additif alimentaire peuvent être : hyperactivité, asthme, urticaire, insomnie, troubles digestifs, allergies diverses, problème d’hémoglobine. Il est déconseillé pour les femmes enceintes ou allaitantes.